# Aufidius Bassus
Aufidius Bassus was een Romeinse historicus die tijdens de regering van Tiberius leefde. Hij is auteur van een Bellum Germanicum en van Historiae, die waarschijnlijk begonnen in 44 vóór Christus. (De burgeroorlogen of de moord op Julius Caesar).
Dit laatste werk werd voortgezet door Plinius maior, die, zoals hijzelf vertelde, het verder zette tot de regering van Nero. Zijn Bellum Germanicum was misschien een afzonderlijk werk of een onderdeel van zijn Historiae. Seneca maior schrijft hem hoog aan als historicus, maar de fragmenten die bewaard zijn in diens werk Suasoriae (VI 23) verwijzend naar de dood van Cicero, worden gekenmerkt door een gekunstelde stijl.

## Fragmenten
- Plinius maior, Nat. Hist., praefatio, 20.
- Tacitus, Dialogus de Oratoribus, 23.
- Quintilianus, Institutiones X. I. 103.

## Beknopte biografie
- ?, art. Aufidius Bassus, in Encyclopedia Britannica III (1911), Londen, p. 498.
- L. Håkanson, Zu den Historikerfragmenten in Seneca d. A., Suas. 6, in Studies in Latin Literature and its Tradition in Honour of C.O. Brink, Cambridge, 1989, pp. 14 - 19.
- F.A. Marx, Aufidius Bassus, in Klio 29 (1936), pp. 94 - 101.

- Gemeinsame Normdatei: 102382611
- International Standard Name Identifier: 0000 0000 5090 798X
- Library of Congress Control Number: nr95028966
- Nationale en Universitaire bibliotheek Zagreb: 000118036
- Virtual International Authority File: 22034436
- WorldCat: E39PBJwD43JJgQfc6v3tfwc9Dq